# Centropodieae
Centropodieae, tribus trava, dio potporodice Chloridoideae.
Tribus se sastoji od dva roda sa šest vrsta iz Afrike i središnje Azije i Pakistana

## Rodovi
1. Centropodia (R.Br.) Rchb.
2. Ellisochloa P.M.Peterson & N.P.Barker